# پرایری (آلاباما)
پرایری (به انگلیسی: Prairie) یک منطقهٔ مسکونی در ایالات متحده آمریکا است که در شهرستان ویلکاکس، آلاباما واقع شده‌است. پرایری ۴۹٫۰۷ متر بالاتر از سطح دریا واقع شده‌است.